# Masblette
Masblette är ett vattendrag i Belgien.   Det ligger i provinsen Luxemburg och regionen Vallonien, i den sydöstra delen av landet, 110 km sydost om huvudstaden Bryssel.
I omgivningarna runt Masblette växer i huvudsak blandskog. Runt Masblette är det ganska glesbefolkat, med 48 invånare per kvadratkilometer.